# Bruce Lee
Bruce Lee (李振藩S, Lǐ ZhènfānP; San Francisco, 27 novembre 1940 – Hong Kong, 20 luglio 1973) è stato un artista marziale, attore, regista, sceneggiatore e produttore cinematografico hongkonghese con cittadinanza statunitense.
Fondatore del Jeet Kune Do, Bruce Lee è considerato tra i più importanti esponenti di arti marziali di tutti i tempi, nonché l'attore più ricordato per la presentazione delle arti marziali cinesi al mondo. I suoi film, prodotti a Hong Kong e a Hollywood, elevarono a un nuovo livello di popolarità e gradimento le pellicole di arti marziali e l'interesse per questo tipo di discipline in Occidente. La direzione e il tono delle sue opere influenzarono profondamente i film di arti marziali di Hong Kong che, fino ad allora, avevano mostrato più un senso teatrale che realistico delle scene.

## Biografia

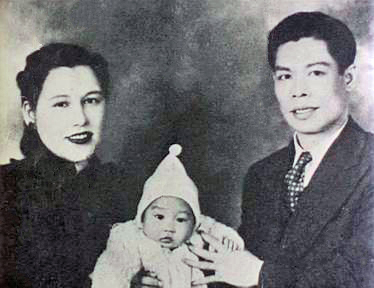
Bruce Lee in una foto del 1940 insieme ai genitori

Penultimo dei cinque figli di Lee Hoi-chuen, un attore e cantante d'opera cantonese di Canton (Cina) che si era affermato poi anche nel cinema, Lee era nato nella Chinatown di San Francisco durante una tournée negli Stati Uniti della compagnia della quale facevano parte i genitori. Tornata a Hong Kong tre mesi dopo la nascita di Lee, la famiglia fece vivere gran parte dell'adolescenza del figlio fra Hong Kong e gli Stati Uniti, dove Lee frequentò un corso di laurea in filosofia.
Ebbe come fratello il cantante Robert e da parte della madre Grace Ho (1907-1996) fu pronipote del ricco uomo d'affari e filantropo hongkonghese Robert Hotung (1862-1956).

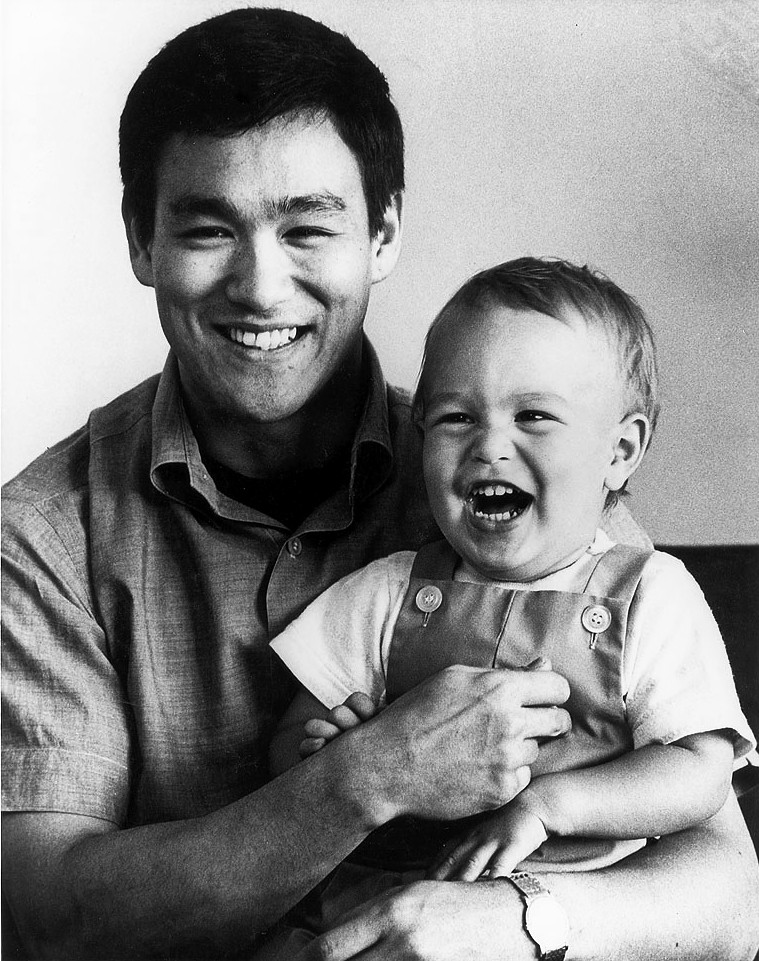
Bruce Lee insieme al figlio Brandon

Tra i nomignoli datigli dai genitori, "Li Yuen Kam", "Jun-fan" (che significa letteralmente "ritorna ancora") e "Xiao Feng" ("piccola fenice"). Un altro nome, "Xiao Long" ("piccolo drago", in quanto nato nell'ora e nell'anno cinese del drago), ne sottolineava il carattere esuberante, che durante l'infanzia trascorsa a Hong Kong lo portava a scontrarsi con la piccola criminalità giovanile. Per questo decise di voler imparare le tecniche di difesa marziali iscrivendosi alla prestigiosa scuola di Wing Chun sotto gli insegnamenti del maestro Yip Man, nella cui palestra studiò solo cinque anni, tre dei quali sotto la guida di Wong Shun-leung, allievo-istruttore di Man. Da allora Bruce non abbandonò più lo studio delle arti marziali, che proseguì per suo conto una volta emigrato in America.

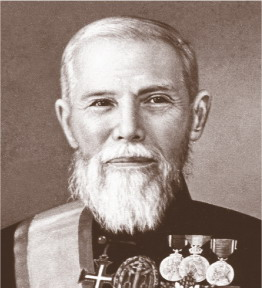
Robert Hotung, il ricchissimo prozio di Bruce, zio della madre

All'età di 12 anni entrò alla scuola cattolica La Salle College. Successivamente frequentò il Francis Xavier's College, finché il suo temperamento esuberante, i continui battibecchi coi compagni, la scarsa voglia di applicarsi nello studio, nonché il rischio che potesse rovinare la reputazione della famiglia medio-borghese, indussero il padre a mandarlo a vivere da un vecchio amico negli Stati Uniti. Ma dopo un breve periodo vissuto a San Francisco si trasferì a Seattle, dove lavorò come cameriere. Qui, nel 1962 riuscì a terminare la scuola superiore alla Edison Technical School. Si iscrisse quindi alla facoltà di filosofia dell'Università del Washington, ma abbandonò gli studi al penultimo anno. Qui conobbe Linda Emery che sposerà nell'agosto del 1964 e dalla quale ebbe due figli: Brandon nel 1965 e Shannon Emery nel 1969.
Dall'età di diciotto anni ebbe doppia cittadinanza hongkonghese e statunitense.

### Il Kung fu e gli allenamenti

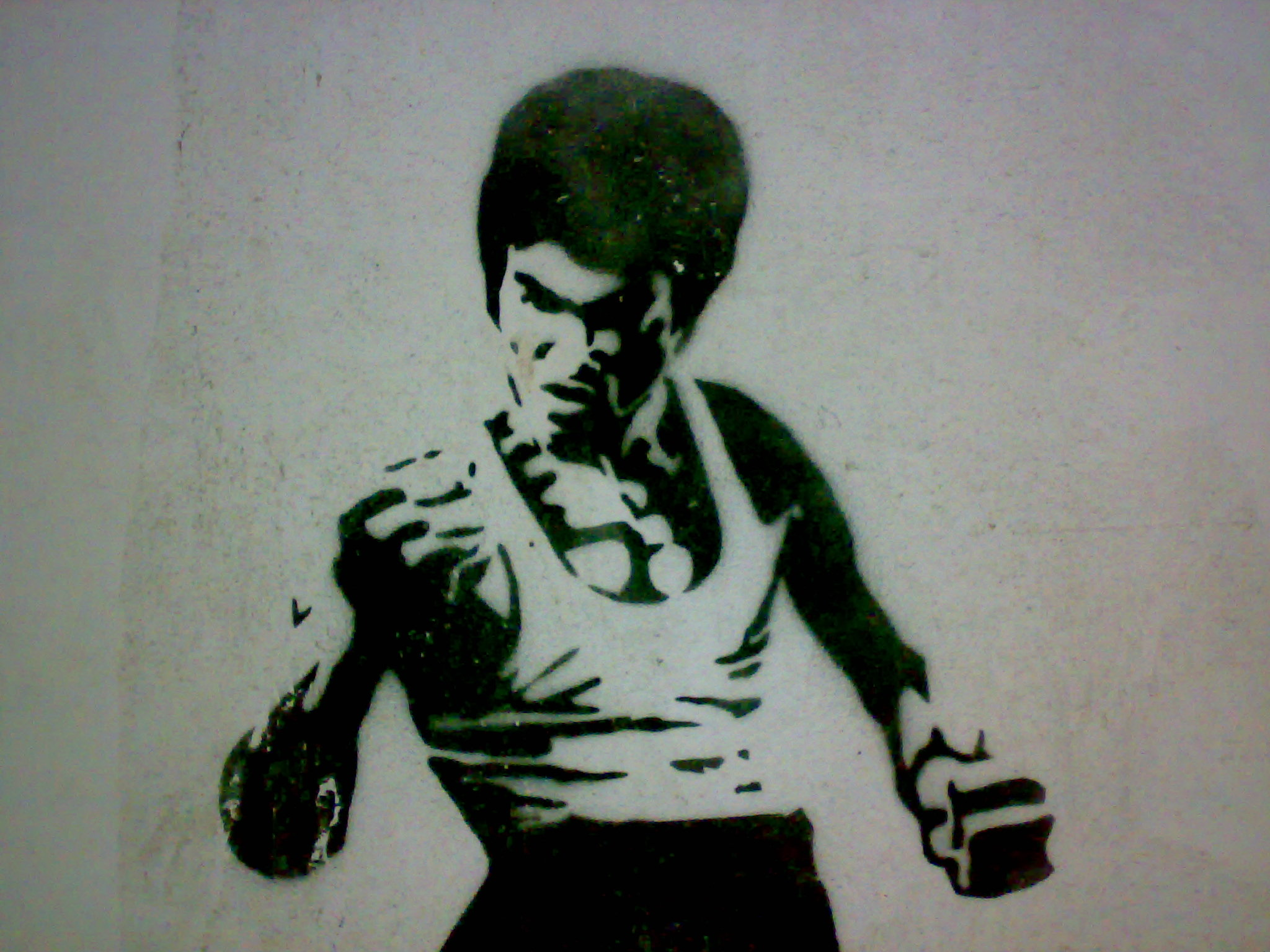
Un'immagine di Bruce Lee

Nonostante le credenze, Lee non studiò mai il Tai Chi seriamente, in quanto non si confaceva alle sue caratteristiche peculiari, prima fra tutte la sua notevole velocità. Dal padre imparò i concetti fondamentali di questa antica arte. Lee studiò assiduamente Kung fu nello stile Wing Chun col maestro Yip Man per cinque anni. Bruce sarebbe stato presentato a Ip da William Cheung, sedicente studente di Ip, ma in anni recenti la federazione ufficiale del Wing Chun di Hong Kong ha ufficialmente smentito la cosa chiarendo che William Cheung non ha mai studiato con Ip, bensì con un istruttore delegato dal Maestro. Bruce comunque studiò nella scuola fino ai diciotto anni nel 1959, anno in cui partì per gli Stati Uniti. Uno degli studenti di maggior livello fu Wong Shun-leung, che si ritiene abbia avuto una grande influenza sull'allenamento di Lee.
Attratto da qualsiasi disciplina da combattimento, Lee si allenò anche nel pugilato occidentale come amatoriale. Imparò anche rudimenti di scherma occidentale dal fratello minore Peter, all'epoca campione di questa disciplina. Questo approccio a 360º distinse via via sempre più Lee da ogni altro praticante di arti marziali, tanto che, nel 1966, decise di dare un nome al suo "stile senza stile", ovvero Jeet Kune Do, "via del pugno che intercetta".
Il suo allenamento includeva tutti gli elementi di fitness, forza e resistenza muscolare, resistenza cardiovascolare e flessibilità. Utilizzò le tecniche tradizionali del culturismo per scolpire e aumentare la massa muscolare. Tuttavia, fu sempre attento nel sottolineare quanto la preparazione mentale e spirituale fossero fondamentali per il successo dell'allenamento fisico e nella pratica delle arti marziali. Al fine di allenare specifici gruppi di muscoli, Lee si avvalse di attrezzature appositamente progettate e costruite.

Bruce Lee insieme al suo maestro Yip Man

Il 13 agosto del 1970, a causa di un errato preriscaldamento dei muscoli in un allenamento di sollevamento pesi, subì un grave infortunio: gli esami clinici mostrarono uno stiramento al quarto nervo sacrale, nella parte inferiore della schiena. Durante il periodo di convalescenza, iniziò a dedicarsi alle religioni, alla filosofia, alle arti da combattimento e agli scritti di Jiddu Krishnamurti. Il periodo di inattività fisica gli offrì anche l'opportunità di documentare i metodi di allenamento, che in seguito verranno raccolti e pubblicati dalla moglie Linda nel libro The Tao of Jeet Kune Do. Nell'arco dei successivi sei mesi, riuscì a recuperare agilità, velocità e potenza.

### Carriera cinematografica

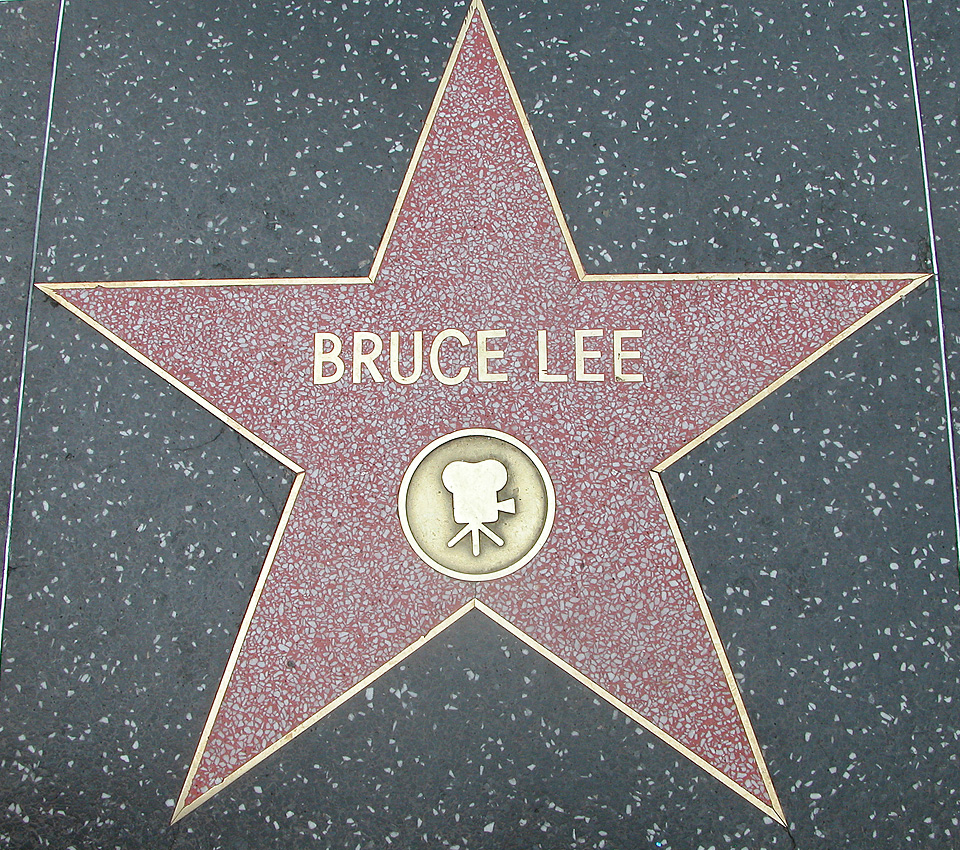
Stella di Bruce Lee sulla Hollywood Walk of Fame, Los Angeles (California)

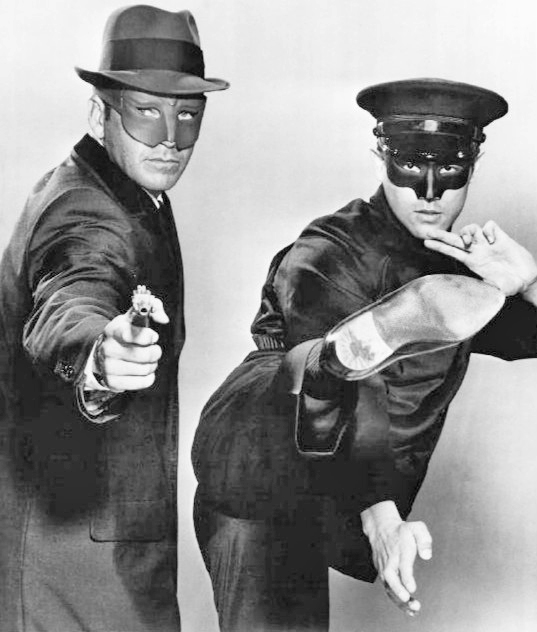
Bruce Lee (a destra) e Van Williams in una foto pubblicitaria della serie televisiva Il Calabrone Verde.

Il suo debutto nel mondo cinematografico di Hong Kong avvenne all'età di tre mesi, quando fu scelto per il ruolo del neonato nel film Golden Gate Girl del 1941. Fra i sei ed i diciassette anni partecipò come attore bambino a sedici pellicole, anche se il primo film di un certo riguardo, The Orphan del 1958 lo interpretò all'età di diciotto anni.
Il produttore della serie televisiva Batman, William Dozier, ebbe l'occasione di visionare i filmati di Lee al Campionato Internazionale di karate, tenutosi a Long Beach il 2 agosto del 1964. L'esibizione incluse varie dimostrazioni, tra le quali flessioni su pollice ed indice e il suo noto "pugno a un pollice". Colpito dalle notevoli capacità fisiche, Dozier invitò Lee per un'audizione, grazie alla quale si aggiudicò una parte nelle serie televisive Il calabrone verde, per la stagione 1966-1967, e Batman nel 1966. Successivamente ottenne ruoli anche nelle serie Ironside, Longstreet, Arrivano le spose, Blondie e, nel 1969, nel film L'investigatore Marlowe.
Lee interpretò il suo primo ruolo da protagonista nei film Il furore della Cina colpisce ancora del 1971 e Dalla Cina con furore del 1972, grazie ai quali ottenne vasta celebrità internazionale. Successivamente fondò una propria casa di produzione, la Concord Production Inc., in società con Raymond Chow della Golden Harvest. Sotto tale egida co-produsse, scrisse, diresse e interpretò L'urlo di Chen terrorizza anche l'Occidente nel 1972, in cui fece comparsa anche Chuck Norris in una scena, quella del duello nel Colosseo (la scena del combattimento è stata girata a Hong Kong, a differenza delle altre riprese), che divenne la più celebre di arti marziali nella storia del cinema. Richiese tre giorni di riprese e venti pagine di sceneggiatura scritte e disegnate da Lee.
Nel 1973 ottenne il ruolo di protagonista in I 3 dell'Operazione Drago, che uscirà postumo in prima mondiale al Grauman's Chinese Theatre di Los Angeles il 24 agosto 1973, per il quale fece anche da coreografo per le scene di combattimento e co-produttore con la sua Concord Production Inc. Il film fu il secondo maggior incasso della Warner Bros. dopo L'esorcista, in quella stagione e consolidò l'immagine di Lee come leggenda delle arti marziali. Nel 2004 il film I 3 dell'Operazione Drago è stato scelto per essere conservato nel National Film Registry della Biblioteca del Congresso degli Stati Uniti.

### La morte

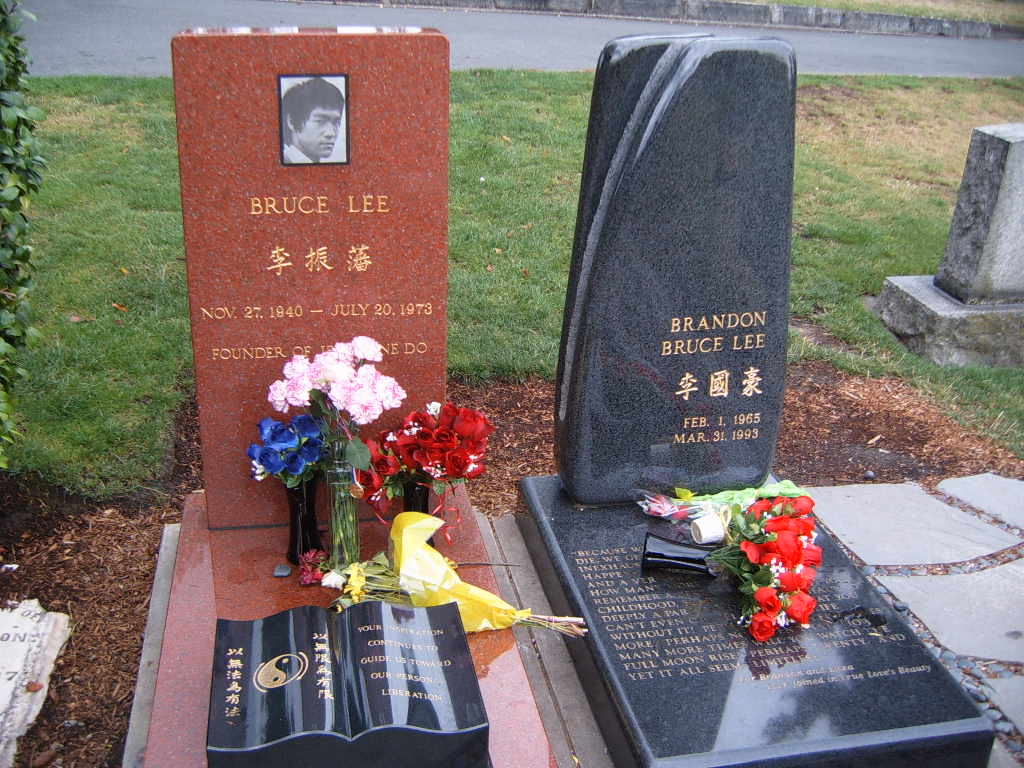
Tomba di Bruce Lee a Seattle, con accanto quella del figlio Brandon

Il 10 maggio 1973, negli studi della Golden Harvest, durante le sessioni di doppiaggio de I 3 dell'Operazione Drago, Lee si allontanò per andare alla toilette, dove fu colto da un attacco di vomito, febbre alta e forti convulsioni. Venne immediatamente trasportato all'ospedale più vicino, dove riscontrarono la presenza di un edema cerebrale. Gli fu così somministrato del mannitolo, un medicinale atto a ridurre il gonfiore al cervello, che gli salvò la vita. Lo stesso male, tuttavia, gli tolse la vita due mesi più tardi, la sera del 20 luglio 1973, mentre si trovava a Hong Kong a casa di Betty Ting Pei. Era arrivato assieme al suo socio Raymond Chow, che più tardi se ne era andato per precederli al ristorante Miramar, dove li attendeva l'attore australiano George Lazenby, in città per un ruolo nel nuovo film di Lee come attore-autore, Game of Death. Andato via Chow, sempre secondo Betty, Lee lamentò una forte emicrania. Per cercare di alleviarla assunse una pastiglia, datagli da Betty, di Equagesic, contenente sia aspirina che meprobamato, e si andò a sdraiare per un breve riposo, senza più svegliarsi. Tutto ciò secondo le dichiarazioni di Betty in tribunale, giacché non vi erano altri testimoni in casa sua. Fu trasportato con molto ritardo al Queen Elizabeth Hospital dove verso le 22 fu dichiarato "morto all'arrivo", dopo che la stessa Betty aveva perso tempo prezioso chiamando prima il produttore Raymond Chow, (che li attendeva al Miramar Restaurant) il quale chiamò poi il proprio medico generico, che si adoperò per tentare di rianimare Lee.
L'autopsia non fugò del tutto il dubbio sulla causa del decesso, poiché nel verbale seguito all'inchiesta si parlò di "probabile" reazione allergica a una o più sostanze contenute in un'aspirina, con tutta probabilità al meprobamato. Il cervello, che mediamente in un adulto pesa attorno ai 1.400 grammi, pesava nel caso di Lee 1.575 (un aumento del 13%). I due edemi cerebrali che lo avevano colpito forse potevano attribuirsi all'eccessivo lavoro dei mesi precedenti: "...tanta profusione di energie ebbe come risultato un'ulteriore perdita di peso, e un allarmante ritmo di disidratazione...". Linda racconta con questi termini nel suo libro Dragon, ciò che accadde durante le riprese de I 3 dell'Operazione Drago. Tra le conseguenze della disidratazione grave c'è l'edema cerebrale, che può derivare però anche da ripetuti traumi o infiammazioni. L'autopsia evidenziò non solo il sintomo più evidente del malore che portò al decesso ("...il cervello di Lee era gonfio come una spugna..." segno inequivocabile di un accumulo repentino di liquidi), ma una possibile disfunzione renale, oltre alla presenza nei polmoni di modesta quantità di fluido e piccole quantità di sangue riversatesi negli alveoli. Tali fattori, come riportato dal giornalista Alex Ben Block, potevano essere anche conseguenze di un particolare colpo di Kung Fu della tecnica Dim Mak, di cui Lee poteva essere stato vittima inconsapevole, giacché, come lo stesso produttore Chow ammise all'inchiesta, l'attore aveva ricevuto durissimi colpi non previsti dal copione durante i combattimenti sul set, benché il Dim Mak fosse ritenuto solo folklore dagli esperti di arti marziali. Ma ancora molte settimane dopo il funerale la causa mortis restava ignota e ciò provocò tumulti di folla nelle strade di Hong Kong che richiesero l'intervento di agenti in tenuta anti-sommossa. I fan ebbero l'impressione che si stesse nascondendo qualcosa o che le autorità non sapessero esattamente quali pesci pigliare. Il mannitolo iniettato in vena a Bruce Lee aveva invece, secondo l'autopsia, come unico compito il fare riassorbire velocemente il liquido in eccesso causa sia del primo sia del secondo collasso.
Le uniche due sostanze rinvenute nelle analisi del sangue durante l'autopsia furono i due componenti dell'Equagesic, la summenzionata aspirina, e anche 4 milligrammi di cannabis che Bruce aveva masticato, ma che come droga leggera non aveva nessun precedente mortale nella medicina forense.
Il 15 ottobre 2005, Chow disse che Lee era morto per un'ipersensibilità al miorilassante contenuto nell'Equagesic, il meprobamato, ingrediente molto comune negli antidolorifici. Quando i dottori annunciarono ufficialmente la morte di Lee, il verdetto finale ne confutò la «morte accidentale». Le cause della morte di Lee sono ancora oggi oggetto di discussione in quanto non vi è assoluta certezza di quella fatale ipersensibilità al medicinale. E proprio ciò secondo molti, incluso il campione di karate statunitense Mike Anderson, amico personale di Lee, ha avvalorato, fra le tante tesi omicidiarie, quella di un veleno erboristico orientale che non poteva essere rinvenuto in un'autopsia eseguita 36 ore dopo la morte. La dissintonia fra la lentezza nell'accertare la causa mortis - o quantomeno nel comunicarla al pubblico - e l'impennata di velocità che portò poi a chiudere l'inchiesta nel settembre successivo non fecero altro che avvalorare le voci di un precipitoso insabbiamento. Infatti, all'epoca tanto la polizia di Hong Kong, quanto la magistratura, erano spesso criticate per infiltrazioni mafiose da parte dei sindacati del crimine organizzato "Hung" (Triadi, in Occidente), ai quali erano affiliati produttori e registi con cui Lee era di sovente entrato in contrasto.
Molti fan di Hong Kong accusarono Betty Ting Pei, al punto da non poter partecipare al funerale, in quanto era nota per accompagnarsi spesso a boss delle Triadi nei locali notturni, oltre che per l’abituale uso di alcool e droga e per debiti di gioco d'azzardo. Del decesso furono sospettati dai fan più esagitati anche: Raymond Chow, dal quale Lee era in procinto di separarsi poiché il produttore non gli aveva mai dato la percentuale pattuita sugli incassi dei film; il già menzionato regista Lo Wei, contiguo alle Triadi, col quale il divo aveva avuto violente liti ampiamente pubblicizzate sui giornali; il produttore Run Run Shaw, al quale il rifiuto di Lee aveva fatto saltare una coproduzione internazionale con Carlo Ponti, chiedendo una cifra troppo alta rispetto a quella prevista, e infliggendo così una cocente umiliazione sul piano dell'immagine; infine, alcuni esponenti di arti marziali tradizionali sia cinesi che nipponiche, che l'attore aveva spesso criticato. 
L'opinione preliminare di Peter Wu, il neurochirurgo che salvò la vita di Lee durante il primo attacco, fu che la causa della morte dovesse essere attribuita a una reazione alla cannabis della quale, come summenzionato, furono trovate tracce nello stomaco o all'Equagesic. Comunque, in seguito Wu ritrattò questa posizione, affermando:
Nel 2022 uno studio di ricercatori spagnoli ha ipotizzato, senza poterlo stabilire giacché la salma non è mai stata riesaminata alla luce della medicina forense moderna, che la morte è avvenuta per una disfunzione renale pregressa non adeguatamente diagnosticata che gli portava ad espellere poca acqua dal corpo, con conseguente diminuzione di sodio nel sangue; tutto questo, associato al modo di vivere, ha causato una fatale iponatriemia. Ma si tratta solo di una delle tante ipotesi che periodicamente vengono annunciate sul web come presunte verità. 
Bruce Lee giace nel lotto 276 del Lake View Cemetery, accanto al figlio Brandon Lee. A portare il feretro nella cerimonia tenuta a Seattle furono, tra gli altri, Steve McQueen, James Coburn, Dan Inosanto, Chuck Norris, Taky Kimura e il fratello Robert.

## Produzioni postume
Un anno dopo la morte di Lee, il regista Sze Diang gira Bruce Lee Story, la prima agiografia del divo. Nel 1975 il regista Lin Ping dirige Good Bye Bruce Lee (Yung chun ta hsiung, 1975) utilizzando lo stesso attore della precedente agiografia, il più somigliante dei sosia di Lee, Ho Chung Tao (nome d'arte: "Bruce Li"). La storia riprende le idee che Lee aveva per il suo Game of Death, rimaneggiandole e privandole dell'aspetto filosofico. È solo una delle decine di film speculanti su Lee ed interpretati da una pletora di sosia, tra Hong-Kong e Taiwan.

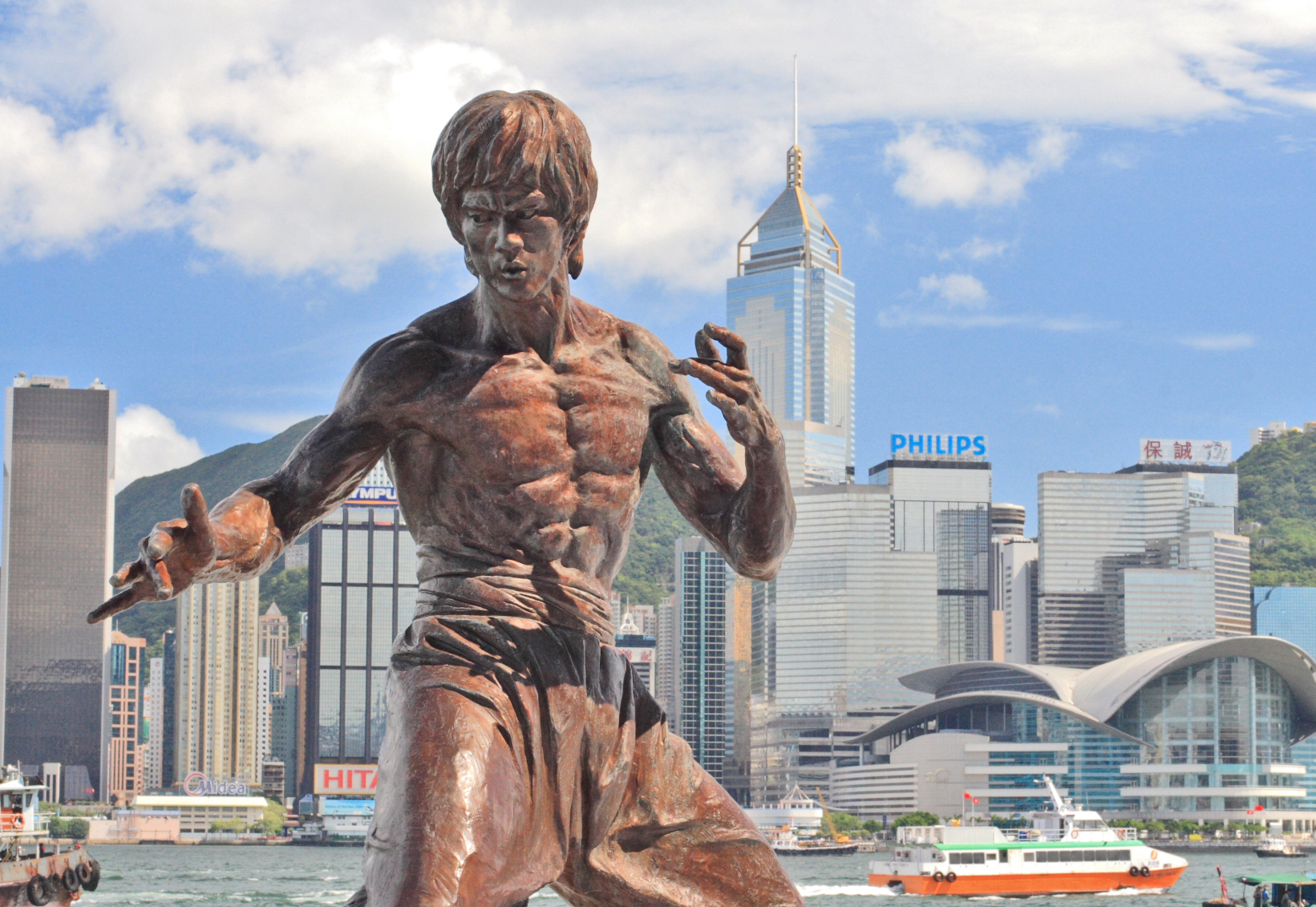
Statua di Bruce Lee a Hong Kong

Nel 1977 la Golden Harvest di Raymond Chow, che possiede il 100% dei diritti dell'incompiuto Game of Death, affida al regista Robert Clouse, lo stesso di I 3 dell'Operazione Drago, il materiale girato dall'attore prima della morte per rimaneggiarlo e farne un film. Esce così nel 1978 L'ultimo combattimento di Chen (Game of Death/Xi wang youxi). Le scene di arti marziali aggiunte sono coreografate dall'allora esordiente Sammo Hung e, tra gli attori, compaiono gli amici ed allievi di Lee: Dan Inosanto, maestro di Arti Marziali filippine, il campione americano di Karate Bob Wall ed il campione di pallacanestro Kareem Abdul-Jabbar. Il risultato è un film apocrifo ma un grande successo commerciale sia negli States che in tutta Europa.
Oltre ai film di montaggio e quelli con sosia esistono anche produzioni totalmente estranee a Bruce Lee ma in cui le distribuzioni internazionali hanno forzatamente inserito il suo nome a scopo di sfruttarne la fama, ad esempio Il braccio violento del Thay-Pan.
Nel 2000, il regista e scrittore John Little decide di rimasterizzare il materiale girato da Lee prima della sua morte e di montarlo seguendo le indicazioni che lo stesso Lee aveva lasciato, sulla base di alcuni appunti ricevuti dalla famiglia Lee e scritti di suo pugno da Bruce. A corredo, inserisce interviste inedite e filmati di repertorio. Il risultato è il film-documentario Bruce Lee - La leggenda (Bruce Lee: A Warrior's Journey), che i puristi reputano però incompleto e parziale giacché i pochi e generici appunti lasciati da Lee sarebbero stati, a detta di alcuni esegeti, colmati da invenzioni ed opinioni dello stesso Little.

## Commemorazioni

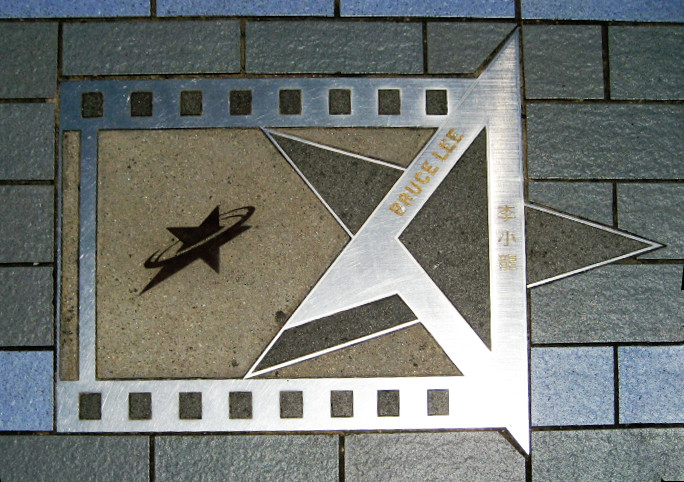
Stella di Bruce Lee alla Avenue of Stars, Hong Kong

Nel 1993 è stato anche onorato con una stella sulla Hollywood Walk of Fame a Los Angeles, e nell'occasione di quello che sarebbe stato il suo 65º compleanno (novembre 2005), una statua commemorativa è stata posata sull'Avenue of the Stars a Kowloon, un quartiere di Hong Kong, in sua memoria: di colui che è stato votato "Star of the Century" dagli addetti ai lavori del mondo del cinema di Hong Kong. Un'altra statua più piccola ha preceduto di pochi mesi quest'ultima a Mostar, in Bosnia ed Erzegovina, mentre una molto più grande, di venti metri, è sorta successivamente in un parco a tema nella Cina continentale, il Bruce Lee Paradise, a Jun'an (均安) (paese presso Foshan nel quale avrebbe avuto i natali il padre di Bruce, l'attore teatrale e caratterista cinematografico Li Hoi Chuen). In Italia la riscoperta di Lee e del cinema di Hong Kong è iniziata nel 1990 con una serie di libri pubblicati dalla Edizioni Mediterranee e scritti dal saggista e sceneggiatore Lorenzo De Luca, anche autore di Dragonland-L'urlo di Chen terrorizza ancora l'Occidente, 2009, primo documentario italiano su Lee e sui film di Arti Marziali.

### Film-biografia
Il clamore provocato dalla morte improvvisa dell'attore ha creato numerosi film-biografia, ognuno dei quali racconta una propria versione riguardo alla morte di Lee.
- Io... Bruce Lee (Lei Siu Lung jyu ngo, 1975) tramite cui si sostiene la teoria secondo cui Betty Ting Pei, nella cui casa Lee morì tre anni prima, fosse la sua amante ma non vi è nessuna prova dell'esistenza di una relazione fra i due attori. La produzione Shaw Bros è lo studio che non riuscì ad avere sotto contratto Lee in vita. La parte di Lee è interpretata da Danny Lee, alias Li Hsiu-Sien, in seguito star dei police-thriller anni ottanta-novanta. Nel ruolo del barman che difende Betty da una banda di fan di Lee che l'accusa di essere la colpevole della sua morte, appare l'attore Jimmy Nam (Nan Kung Hsiu), noto ai patiti per i suoi ruoli di villain in pellicole cult del filone quali Cinque dita di violenza e I fantastici piccoli supermen.
- Bruce Lee Supercampione (Li Hsiao Lung chuan chi, 1978) di Ng See Yuen, con Ho Chung Tao nel ruolo di Lee. È il più prolifico sosia dell'attore, un ginnasta e stuntman taiwanese in realtà molto più giovane del vero Lee che, col nome fittizio di Bruce Li girerà numerose pellicole.
- Dragon - La storia di Bruce Lee (1993), trasposizione cinematografica del romanzo della moglie di Lee, Linda, del 1989, che racconta la storia del marito aggiungendo il punto di vista soggettivo.
- La leggenda di Bruce Lee è una serie televisiva cinese di 30 episodi da 47 minuti l'uno trasmessa sul canale Rai 4 a partire dal 4 aprile 2009. Si tratta della biografia televisiva di Bruce Lee, trasmessa dalla televisione di Stato cinese (CCTV) in occasione delle Olimpiadi del 2008. Danny Chan Kwok-kwan, già interprete di film come Shaolin Soccer e Kung Fusion, veste nel telefilm i panni di Lee.

## Apparizioni televisive
Come se stesso in documentari o talk show:
- The Pierre Berton Show (1971)
- Where the Action is (1966)
- The Milton Berle Show (1966)

## Filmografia

### Attore

#### Cinema
- Golden Gate Girl, regia di Kwan Man Ching (1941) - non accreditato
- The Birth of Mankind, regia di Yue Leong (1946)
- Fu gui fu yun (1948)
- Meng li xi shi, regia di Aimin Jiang (1949) - accreditato come Siu Hoi-chuen Lee
- Xi lu xiang, regia di Fung Fung (1950) - accreditato come Siu Lung
- Ren zhi cue, regia di Kim Chun (1951)
- Ku hai ming deng, regia di Kim Chun (1953)
- Ci mu lei, regia di Kim Chun (1953)
- Qian wan ren jia, regia di Ji Zhu (1953)
- Wei lou chun xiao, regia di Tie Li (1953) - accreditato come Lee Jun-fan
- Fu zhi guo (1953)
- Ai, regia di Kim Chun, Sun-fung Lee, Tie Li, Wui Ng, Hang Wong e Ji Zhu (1955)
- Ai xia ji, regia di Kim Chun, Sun-fung Lee, Tie Li, Wui Ng, Hang Wong e Ji Zhu (1955)
- Gu er xing, regia di Dai-Suk Chin e Kai Lee (1955)
- Er nu zhai, regia di Kim Chun (1955)
- Gu xing xue lei, regia di Ji Zhu (1955)
- Zha dian na fu, regia di Kim Chun (1956) - accreditato come Lee Siu-lung
- Zao zhi dang cu wo bu jia, regia di Wai-kwong Chiang (1956)
- Lei yu, regia di Wui Ng (1957)
- Ren hai gu hong, regia di Sun-fung Lee (1960) - accreditato come Lee Siu-lung
- L'investigatore Marlowe (Marlowe), regia di Paul Bogart (1969)
- Il furore della Cina colpisce ancora (Tang shan da xiong/ The Big Boss), regia di Lo Wei e Chia-hsiang Wu (1971)
- Dalla Cina con furore (Jing wu men/ The Chinese Connection), regia di Lo Wei (1972)
- L'urlo di Chen terrorizza anche l'occidente (Meng long guo jiang/ Way of the Dragon), regia di Bruce Lee (1972)
- I 3 dell'Operazione Drago (Enter the Dragon), regia di Robert Clouse (1973)

Opere postume:
- Warrior (serie televisiva che inizialmente doveva essere Kung Fu, da cui presero solo l'idea cambiando il titolo) coprodotta dalla figlia Shannon
- Bruce Lee Supercampione, regia di See-yuen Ng (1976)
- L'ultimo combattimento di Chen (Game of Death), regia di Robert Clouse (1978): Bruce Lee viene fatto comparire usando materiale di archivio.
- L'ultima sfida di Bruce Lee (Game of Death II), regia di See-yuen Ng (1981): in questo film Lee compare solo in immagini d'archivio prese dai suoi film.
- Io sono Bruce Lee, regia di Pete McCormack – documentario (2012)

#### Televisione
- The Milton Berle Show – serie TV, episodio 1x02 (1966)
- Batman (Batman) – serie TV, episodi 2x07-2x51-2x52 (1966-1967)
- Il Calabrone Verde (The Green Hornet) – serie TV, 26 episodi (1966-1967)
- Ironside – serie TV, episodio 1x07 (1967)
- Blondie – serie TV, episodio 1x13 (1969)
- Arrivano le spose (Here Come the Brides) – serie TV, episodio 1x25 (1969)
- Longstreet – serie TV, 4 episodi (1971)

### Sceneggiatore
- L'urlo di Chen terrorizza anche l'Occidente (Meng long guo jiang), regia di Bruce Lee (1972)
- L'ultimo combattimento di Chen (Game of Death), co-regia di Robert Clouse (1978) - non accreditato

Opere postume:
- Messaggi da forze sconosciute (The Silent Flute), regia di Richard Moore (1978) - soggetto
- Bruce Lee - La leggenda (Bruce Lee: A Warrior's Journey), regia di John Little e Bruce Lee – video documentario (2000) - filmati originali
- Bruce Lee in G.O.D 死亡的遊戯, regia di Toshi Ohgushi e Toshikazu Ôgushi (2000) - materiale

### Regista
- L'urlo di Chen terrorizza anche l'Occidente (Meng long guo jiang) (1972)

Opere postume:
- L'ultimo combattimento di Chen (Game of Death), co-regia di Robert Clouse (1978) - non accreditato
- Bruce Lee - La leggenda (Bruce Lee: A Warrior's Journey), co-regia di John Little – video documentario (2000) - filmati originali

### Altro
- Kickboxers - Vendetta personale  (No Retreat, No Surrender) film del 1986 diretto da Corey Yuen
- Messaggi da forze sconosciute (The Silent Flute), sceneggiatura del 1971

logo della Concord Production Inc.

Film prodotti dalla Concord Production
- L'urlo di Chen terrorizza anche l'occidente (Meng long guo jiang) (1972)
- I 3 dell'Operazione Drago (Enter the Dragon), regia di Robert Clouse (1973)
- The Game of Death (死亡的遊戲), film incompiuto (1972)

### Film su Bruce Lee
- Bruce Lee: A Dragon Story, regia di Shih Ti (1974)
- Io... Bruce Lee, regia di Mar Lo (1976)
- Bruce and the Shaolin Bronzemen, regia di Joseph Kong (1977)
- Bruce Lee vive ancora, regia di Joseph Velasco, André Koob, Bruce Le (1981)
- Bruce Lee, the Legend, diretto da Leonard Ho (1984)
- Dragon - La storia di Bruce Lee, regia di Rob Cohen (1993)
- Bruce Lee - La grande sfida, George Nolfi (2016)

### Film apocrifo
- Bruce Lee Fights Back from the Grave, regia di Lee Doo-yong (1976)

## Opere
- Bruce Lee, Jeet Kune Do - Il libro segreto di Bruce Lee, Edizioni Mediterranee, 1983, ISBN 978-88-272-0142-8.

Edizione italiana del primo volume di Bruce Lee sul suo metodo di combattimento, il Jeet Kune Do; originariamente pubblicato nel 1975.
- Bruce Lee, La mia via al Jeet Kune Do, vol. 1: manuale pratico del Jeet Kune Do, Edizioni Mediterranee, 2000, ISBN 88-272-1330-9.

Scritti ed appunti di Bruce Lee sul Jeet Kune Do, stesi durante la convalescenza nel 1970 ma pubblicati solo dopo la sua morte per volontà della moglie Linda con l'aiuto di Dan Inosanto ed altri.
- Bruce Lee, La mia via al Jeet Kune Do, vol. 2: il Tao del Kung Fu, Edizioni Mediterranee, 2000, ISBN 88-272-1328-7.

La prima parte del volume presenta i testi di Bruce Lee del 1963 e del 1964 (gli unici effettivamente pubblicati in vita), raccolti postumamente da John Little. Nella seconda parte sono incluse interviste e conversazioni di Lee dal 1958 sino alla sua morte nel 1973.
- Bruce Lee, Mitoshi Uyehara, Tecniche segrete di Bruce Lee, vol. 1: Tecniche di autodifesa, Edizioni Mediterranee, 2001, ISBN 978-88-272-0259-3.

Primo dei quattro libri che approfondiscono il metodo di combattimento di Bruce Lee, tratto dai suoi scritti sul Jeet Kune Do del 1966, redatti da Mitoshi Uyeahara, fondatore della rivista Black Belt.
- Bruce Lee, Mitoshi Uyehara, Tecniche segrete di Bruce Lee, vol. 2: Tecniche di base, Edizioni Mediterranee, 2001, ISBN 978-88-272-0318-7.

Secondo dei quattro libri che approfondiscono il metodo di combattimento di Bruce Lee, tratto dai suoi scritti sul Jeet Kune Do del 1966, redatti da Mitoshi Uyeahara.
- Bruce Lee, Mitoshi Uyehara, Tecniche segrete di Bruce Lee, vol. 3: Tecniche avanzate, Edizioni Mediterranee, 2001, ISBN 978-88-272-0361-3.

Terzo dei quattro libri che approfondiscono il metodo di combattimento di Bruce Lee, tratto dai suoi scritti sul Jeet Kune Do del 1966, redatti da Mitoshi Uyeahara.
- Bruce Lee, Mitoshi Uyehara, Tecniche segrete di Bruce Lee, vol. 4: Tecniche superiori, Edizioni Mediterranee, 2001, ISBN 978-88-272-0362-0.

Ultimo dei quattro libri che approfondiscono il metodo di combattimento di Bruce Lee, tratto dai suoi scritti sul Jeet Kune Do del 1966, redatti da Mitoshi Uyeahara.
- John Little (a cura di), Pensieri che colpiscono. Gli aforismi di Bruce Lee per la vita di tutti i giorni, Edizioni Mediterranee, 2003, ISBN 88-272-1528-X.
- Bruce Lee, Il tao del dragone. Verso la liberazione del corpo e dell'anima, Mondadori, 2006, ISBN 978-88-04-55883-5.

Le ultime e più intime annotazioni di Bruce Lee sulle arti marziali e su vari aspetti dell'esistenza.
- Bruce Lee, La perfezione del corpo. L'arte di esprimere al meglio il fisico e la mente, Mondadori, 2007, ISBN 978-88-04-57212-1.

Raccolta postuma di scritti su esercizi, regole alimentari e riflessioni tratte dai diari di allenamento e dagli appunti personali di Bruce Lee, compilata da John Little.
- Bruce Lee, Lo spirito del dragone. Lettere (1958-1973), Mondadori, 2010, ISBN 978-88-04-60339-9.

Compendio di lettere private scritte da Bruce Lee.

## Doppiatori italiani
Nelle versioni in italiano dei suoi film, Bruce Lee è stato doppiato da:
- Cesare Barbetti in Il furore della Cina colpisce ancora, Dalla Cina con furore, L'urlo di Chen terrorizza anche l'Occidente
- Mauro Gravina in Il calabrone verde
- Gianni Giuliano in L'investigatore Marlowe
- Carlo Sabatini in I 3 dell'Operazione Drago
- Luigi La Monica in L'ultimo combattimento di Chen
- Massimo Lopez in L'ultima sfida di Bruce Lee